# إبيرانجا
إبيرانجا اسم نهر كان يمر بمدينة ساو باولو والاسم جاء من اللغة الاصلية ويعني النهر الأحمر، وسمي الحي على اسم النهر.
و في تاريخ البرازيل لعبت ضفاف هذا النهر دوراً رئيسيا في اجتماعات الأمير بالورائة ليعلن استقلال البرازيل والانفصال عن المملكة البرتغالية.
اليوم ما زالت هناك بعض الآثار للنهر بعد فقدان هويته، فتمر السيول المتبقية في وسط المدينة.